# Choose Love
Albums de Ringo Starr
Tour 2003
(2003) Ringo Starr and Friends
(2006)
Choose Love est le 14e album studio de Ringo Starr, sorti en 2005. Enregistré en 2004 et 2005, l'album a reçu des commentaires positifs sur sa réalisation[réf. nécessaire] et a précédé une autre tournée de promotion avec Ringo et son groupe nommé « The Roundheads ». Choose Love a été initialement publié en disque double (CD sur un côté et DVD de l'autre).
Aidé de la même équipe que lors de la création de Vertical Man et Ringo Rama, Ringo Starr a produit l'album avec son partenaire de longue date Mark Hudson et son équipe studio. Comme toujours, Ringo fait appel à des amis pour cet album, notamment Billy Preston et Chrissie Hynde. La chanson Oh My Lord est une réponse au My Sweet Lord de George Harrison[réf. nécessaire].

## Liste des titres
1. Fading In Fading Out (Richard Starkey/Mark Hudson/Gary Burr) – 3:57
2. Give Me Back the Beat – 3:54
3. Oh My Lord – 5:32
4. Hard to be True (Richard Starkey/Mark Hudson/Gary Burr) – 3:28
5. Some People – 3:18
6. Wrong All the Time (Richard Starkey/Mark Hudson/Gary Burr) – 3:39
7. Don't Hang Up (Richard Starkey/Mark Hudson/Gary Burr) – 3:27
8. Choose Love (Richard Starkey/Mark Hudson/Gary Burr) – 3:08
9. Me and You (Richard Starkey/Mark Hudson/Steve Dudas) – 2:15
10. Satisfied (Richard Starkey/Mark Hudson/Gary Nicholson) – 3:19
11. The Turnaround – 3:54
12. Free Drinks – 4:47
13. Piste cachée

## Personnel
- Ringo Starr : Chant, batterie, orgue en boucles sur Free Drinks
- Mark Hudson : Guitares acoustique et électrique, basse, claviers, arrangements de saxophone, harmonica, chœurs
- Gary Burr : Guitares acoustique et électrique, guitare slide, basse, chœurs
- Mark Mirando : Guitare électrique
- Steve Dudas : Guitares acoustique et électrique
- Robert Randolph : Guitare solo
- Billy Preston : Piano, orgue Hammond B3 (Oh My Lord et Wrong All the Time), chœurs (Hard to be True)
- Jim Cox : Piano, arrangements des cuivres, des bois et du saxophone
- John Amato : Saxophone
- Gary Grant : Cuivres
- Dan Higgins : Cuivres, bois, saxophone
- The Rose Stone Choir : Chœurs et arrangements des chœurs sur Oh My Lord
- Dean Grakal : Chœurs sur The Turnaround
- Barbara Starkey : Voix « démoniaque » sur The Turnaround
- Chrissie Hynde : Chant sur Don't Hang Up
- Ringo Starr, Mark Hudson, Gary Burr : Tambours UBOO sur Hard to be True